# Карло де Бенедетті
 Карло Де Бенедетті (італ. Carlo De Benedetti) — італійський інженер, голова компанії Olivetti, що займається створенням друкарських машинок, відеотерміналів, персональних комп'ютерів, факсів та принтерів.

## Життя і кар'єра
Карло Де Бенедетті народився в багатій єврейській родині. У 1943 році, під час Другої Світової Війни, сім'я Де Бенедетті втекла до Швейцарії. Після того, як Де Бенедетті повернувся в Італію, він вступив до Туринського політехнічного уневерситету, де отримав степінь в області електротехніки і в 1959 почав працювати на виробничому бізнесі батька (Compagnia Italiana Tubi Metallici Flessibili). Він допоміг поліпшити прибуток компанії і послідовно в 1972 Придбав Компанію Gilardini, в якій проголосував себе президентом і генеральним директором до 1976.
У 1975 р. Карло Де Бенедетті внаслідок можливої терористичної загрози під час періоду Анні ді Пьомбо (італійського внутрішнього тероризму) виїхав з Італії, щоб повернутися до Швейцарії.
Під час короткого періоду, з 4 травня до 25 серпня 1976, він був призначений генеральним директором компанії Fiat. Его відставка була викликана з прийняттям рішення звільнити 65000 працівників, тому йому відмовив глава Fiat Джанні Альеллі.
У листопаді 1976 Де Бенедетті Придбав CIR Group (Compagnie Industriali Riunite), таким чином також Отримав контроль над центральною газетою La Repubblica и Суспільно-політичним журналом L'Espresso. У 1978 він ставши генеральним директором італійського виробника Olivetti, де він залишився до своєї відставки в 1996. Як президент Olivetti, з 1983, він швидко і безжально реорганізував Компанію, перемикаючі її центр з механічних друкарських машинок на комп'ютери.
У 1980-х, поряд з іншими провідними діловими бізнесменами, він заснував європейський Круглий стіл Промисловців, з яких він був віце-президентом до 2004. У 1985 він став членом Європейського Консультативного комітету Нью-Йоркської фондової біржі.
У 1995 Де Бенедетті заснував телекомунікаційні компанії Omnitel и Infostrada.
У 1997 він Створив Gruppo Editoriale L'Espresso (L'Espresso Editorial Group), прибравши з переднього плану групи передової статті L'Espresso и La Repubblica. Карло Караччоло був призначення президентом групи. Проте Карло Де Бенедетті прийняв президентство в 2006 після смерті Караччоло. 26 січня 2009 року, на прес-конференції, Де Бенедетті оголосив про своє рішення піти з усіх его керівних посад в групі CIR, тримаючи тільки - на вимоги ради директорів - положення голови Espresso Group. Всі керівні посади в групі CIR були дані поважної керівнікові, Родольфо Де Бенедетті.
Tangentopoli
У 1993, під час Mani Pulite (Чисті Руки) розслідування політичної корупції, Карло Де Бенедетті був заарештований і визнаний заплатившим хабар в розмірі 10 мільярдів італійських лір правлячим партіям, щоб отримати замовлення на поставку з італійської Поштової служби для застарілих Телепринтерів і комп'ютерів. У травні того року він був офіційно підданий до розслідування, але Де Бенедетті ніколи не поставав перед судом у справі про цей епізод.

## Нагороди
1983: Лицар ордена «За заслуги» перед Лейбористської партією.
1987: Італійський орден «За заслуги» перед Культурою і мистецтвом (Золота медаль).
1987: Чиновник почесного легіону.
1987: Член Королівської шведської академії технічних наук.
2006: Художнє оформлення Честі для Послуг до Срібної медалі республіки (Австрія).
1. 1 2 3 4  Чеська національна авторитетна база даних